# Норички Врх
Норички Врх (словен. Norički Vrh) је насељено место у општини Горња Радгона, Помурска регија, Словенија.

## Историја
До територијалне реорганизације у Словенији био је у саставу старе општине Горња Радгона.

## Становништво
У попису становништва из 2011. године, Норички Врх је имао 160 становника.
| Број становника према пописима | Број становника према пописима | Број становника према пописима |
| ------------------------------ | ------------------------------ | ------------------------------ |
| 1991                           | 2002                           | 2011                           |
| 156                            | 158                            | 160                            |

Напомена: Године 1984. умањено за део насеља који је припојен насељу Горња Радгона.